# Göran Fredriksson
Göran Ivar Fredriksson Humlesjö, född 8 juni 1946, död 30 januari 2022, var en svensk friidrottare (stående höjdhopp och stående längdhopp) och publicist. Han tävlade för klubben Kronobergs IK och vann SM i stående höjdhopp åren 1962, 1963 och 1965 samt i stående längdhopp åren 1962 och 1965.
Fredriksson var medlem i redaktionen för Häften för Kritiska Studier alltsedan nummer 3 1968 och under flera år tidskriftens ansvarige utgivare.